# Simulation de foule

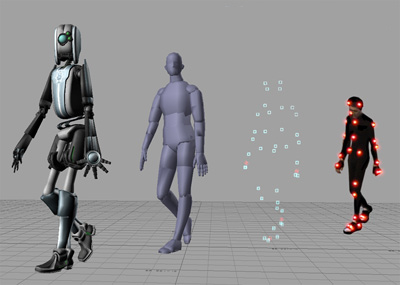
Modélisation d'une entité en 3D à partir d'une méthodes basée squelette.

La simulation de foule est le procédé de simulation du mouvement d'un grand nombre de personnages, appelés agents ou entités. Elle est fréquemment employée en animation par ordinateur pour la réalisation de films ou de jeux vidéo. Elle est également utilisée pour la formation à des situations de crise
, la simulation des évacuations, les études de sécurité lors de la construction de bâtiments ou de l’organisation d’événements. Elle intervient aussi pour le design d'architecture et la planification urbaine, afin d’améliorer la qualité de service offert aux usagers. En simulant ces foules, l'interaction des comportements humains observés est prise en compte pour reproduire les comportements collectifs. Ces procédés sont pluridisciplinaires, et intègrent aussi bien des notions issues des sciences sociales et des sciences cognitives que des concepts de mathématiques, d'informatique et d’animation par ordinateur, de physique, de biologie et de sciences du transport.
Le besoin d'une simulation de foule se fait sentir dès lors qu'une scène a besoin de plus de personnages qu'il n'est possible d'en animer avec les systèmes conventionnels, tels que les méthodes basées squelette. Simuler des foules offre l'avantage d'être rentable tout en permettant un contrôle total de chaque personnage ou agent simulé. Les animateurs 3D créent généralement une bibliothèque de mouvements, soit pour l'ensemble du personnage, soit pour certaines parties du corps. Ils ont parfois recours au morphing ou à des logiciels d'animation.
Le comportement d'une foule peut être abordé soit de manière macroscopique s’il reproduit ﬁdèlement les phénomènes de foule à l’échelle globale, soit de  manière microscopique si les trajectoires sont jugées conformes à la réalité .

## Historique
L'animation comportementale a été introduite et développée par Craig Reynolds en 1987 : il a créé un programme informatique de vie artificielle, le Boids, qui simule le comportement d'une nuée d'oiseaux en vol, afin d'étudier l'intuition et le mouvement de groupe. Tous les agents de cette simulation ont un accès direct aux positions et vitesses respectives des agents environnants. Il montre ainsi que les règles locales d’interaction entre individus permettent l’émergence d’une coordination dans un groupe d’animaux en déplacement.
Le premier film d'animation est sortie en 1987 par Craig Reynolds, un court métrage intitulé "Breaking the Ice " .Ces travaux ont été perfectionnés et adaptés à l'étude de banc de poissons en 1994 par Demetri Terzopoulos, Xiaoyuan Tu et Radek Grzeszczuk. Ici, les agents individuels sont équipés d'une vision synthétique et d'une vue générale de l'environnement dans lequel ils résident, ce qui permet une prise de conscience perceptive de leurs habitats dynamiques, améliorant la qualité réaliste de la simulation.
Les premières recherches dans le domaine de la simulation de foule ont débuté en 1997 sous la direction de Daniel Thalmann, qui encadra la thèse de doctorat de Soraia Raupp Musse. Ces deux derniers présentent un nouveau modèle de comportement de foule, pour créer une simulation de populations génériques. Ils ont établi une relation entre le comportement autonome de l'individu au sein de la foule et le comportement émergent qui en découle.
En 1999, Craig Reynolds a complété son premier modèle par un ensemble de règles, correspondant à une réaction spécifique dans l'environnement. Elles décrivent différents comportements humains basiques comme suivre un chemin, atteindre une cible, éviter les obstacles et les collisions, fuir, poursuivre, maintenir la cohésion de groupe ou suivre un leader. Une combinaison de ces comportements simples permet d'en créer de plus complexes. Craig Reynolds a ainsi recréé des comportements réalistes à partir de briques élémentaires simple.
S'appuyant sur ces travaux, Soraia Raupp Musse et Daniel Thalmann ont proposé un système de simulations en temps réel, ViCrowd, pouvant créer une foule virtuelle offrant des niveaux d'autonomie parmi les agents : ils ont constitué des groupes d'agents aux comportements déterminés par leurs relations sociales, sous le contrôle d'une entité logique qui représente la foule.
Matt Anderson, Eric McDaniel et Stephen Chenney ont pour leur part ajouté des contraintes comportementales. Ils effectuent la sélection des chemins de façon basique, en deux étapes : tout d'abord en déterminant l'ensemble initial de trajectoires répondant aux objectifs à atteindre, ensuite en filtrant ces chemins pour ne conserver que ceux qui respectent les contraintes. 
Les travaux de Wei Shao et Demetri Terzopoulos ont par la suite enrichi encore plus les comportements de foules, pour animer des foules dans des simulations de vie artificielle. Ils utilisent un cadre hiérarchique de modélisation de l'environnement, pour synthétiser efficacement de nombreux agents autonomes réalisant des activités variées.

## Dynamique des foules
Une foule humaine constitue un système dont la dynamique collective est diﬃcile à appréhender : un groupe de piétons en déplacement est un système complexe, dont les propriétés reposent en grande partie sur des processus d’auto-organisation. Une des difficultés de la simulation de foule est d'arriver à représenter les trajectoires des agents de manière réaliste et de recréer des comportements dynamiques humains.
Plusieurs approches tentent de décrire au mieux le comportement piétonnier.
- Approche macroscopique
- Approche microscopique

### Approche macroscopique
Les modèles macroscopiques sont les premiers modèles de simulation de foule à être apparus. Ils considèrent la foule dans son ensemble, et la représentent par une densité de personnes , sans se référer directement aux comportements des individus : les agents n'ont aucune autonomie; leurs caractéristiques comportementales est déterminée suivant une loi, souvent issue de la physique, qui régit la foule qu'ils composent.